# Темировка (Иссык-Кульская область)
Темировка (кирг. Темир) — село в Иссык-Кульском районе Иссык-Кульской области Кыргызстана. Административный центр Темировского аильного округа. Код СОАТЕ — 41702 215 840 01 0.

## Интересные факты
1. Археологический комплекс Темировка.

На северной стороне села Темировка расположен археологический комплекс, включающий многочисленные курганы (могильники) эпох сако-усуньского и древнетюркского времени. Среди них считаются важными каменные изваяния и наскальные рисунки животных. Это делает Темировку не только исторически значимой, но и культурно ценной областью, привлекающей внимание археологов и любителей истории.
1. Потоки и природная стихия.

В ночь на 19 августа (предположительно 2024 года) Темировку и несколько других сёл на севере Иссык-Кульской области затопили мощные селевые потоки. Были залиты дворы более чем 100 домов, пострадал и пансионат «Иссык-Куль Аврора». В результате сели нанесло урон около 301 домохозяйству, из которых 29 оказались непригодны для восстановления.
1. Восстановление после бедствия.

Для помощи пострадавшим правительство выделило 74 миллиона сомов. Семьям, чьи дома были полностью разрушены, предоставлены выплаты по 1 миллиону сомов, остальные — по степени повреждений. Турецкая компания начала строительство новых жилых домов для потерпевших. Кроме того, весной 2024 года в Темировке приступили к строительству нового фельдшерско-акушерского пункта (ФАП) с современным оборудованием. Проект реализуется при поддержке ОБФ «Центр Ас-Сафа» и был запланирован к сдаче уже к августу того же года.
1. Административное значение.

Темировка — это село, административный центр Темировского аильного округа в Иссык-Кульском районе. По переписи 2009 года в нём проживало 3 735 человек.

## Население
По данным переписи 2009 года, в селе проживало 3735 человек.

## Известные жители
- Сейдакматова, Джамал (р. 1938) — Народная артистка Киргизской ССР (1976).